# Сине-чёрное движение
Сине-Чёрное Движение (фин. Sinimusta liike) — финская националистическая и традиционалистская партия, зарегистрированная в партийном реестре Финляндии с июня 2022 года. Партия заявляет, что её целью является создание независимой Финляндии и сохранение её «родиной финнов».
Партия родилась в результате спора об этнонационализме внутри партии «Истинные финны», который привел к роспуску «Молодёжного движения настоящих финнов» и исключению её представителей из партии.
Название и колорит партии вдохновлены «Патриотическим народным движением».

## История
В течение года Сине-Чёрное Движение организовало ряд мероприятий по сбору карточек в разных частях Финляндии. В последний день сбора, 11 мая 2022 года, насчитывалась 4251 электронная карточка сторонника, и партия объявила, что будет собирать и бумажные карточки сторонника. В итоге она собрала в общей сложности 5296 сторонников.
Партия была внесена в партийный реестр 16 июня 2022 года.

## Политическая платформа
Сине-Чёрное Движение определяет себя как радикальная, традиционалистская и про-финская партия, её центральной политической целью является финское национальное государство и расовая чистота финского народа, а по словам председателя партии Туукки Куру, партию также можно считать фашистской.
Партия хочет распространять информацию о культурных корнях финнов, выступает за то, чтобы система образования преподавала традиционные верования финнов наряду с христианством. Партия также желает утверждения финского языка как единственного официального языка в Финляндии.
Демографическая политика
Партия выступает за повышение рождаемости среди финнов и стремится достичь этого путем предоставления молодым семьям гарантированных государством займов под нулевой процент. Партия хочет заблокировать иммиграцию по гуманитарным основаниям и пересмотреть все виды на жительство и гражданства, выданные с 1990 года. Партия не признает права на усыновление или искусственное оплодотворение для однополых пар.
Внешняя политика
Партия выступает за выход Финляндии из ЕС, ООН и НАТО. Партия отказывается признавать и подписывать международные соглашения, которые не служат интересам финнов.

## Критика
Оула Сильвеннойнен, историк и кандидат в парламент от «Зелёных», который ранее писал о финско-германском сотрудничестве, считает, что идеология партии является фашистской.
Партия была вызвана на дебаты после того, как её председатель Туукка Куру заявил, что партия выступает против публичного присутствия в Финляндии нехристианских религий и что еврейские гены отличаются от европейских «и находятся в полном конфликте с коренным европейским населением». Председатель еврейской конгрегации в Хельсинки, осудил эти комментарии.
Министерство юстиции Финляндии сочло программу партии настолько радикальной и антидемократической, что её пришлось частично переписывать, прежде чем та была внесена в партийный реестр.

## Результаты парламентских выборов
- Парламентские выборы (2023): 0 мест (2382 голоса, 0,1 %)[13].